# Jiuzhaigou, Ngawa
Jiuzhaihou är ett härad i den tibetanska autonoma prefekturen Ngawa i Sichuan-provinsen i sydvästra Kina. Orten är särskilt känd för naturreservatet Jiuzhaigou.